# Jirón Gamarra
El jirón Agustín Gamarra, más conocido simplemente como jirón Gamarra, es una de las principales calles del distrito de La Victoria, en la ciudad de Lima, capital del Perú. Es principalmente conocido por albergar tiendas de moda y talleres de confecciones textiles. El metro cuadrado en el área de Gamarra tiene un valor mínimo de US$ 8 mil.